# 阿米蒂 (緬因州)
阿米蒂（英語：Amity）是一個位於美國緬因州阿魯斯圖克縣的市鎮。

## 人口
根據2020年美國人口普查的數據，阿米蒂的面積為108.05平方千米，當中陸地面積為108.05平方千米，而水域面積為0.00平方千米。當地共有人口253人，而人口密度為每平方千米2人。